# Leptodactylus laticeps
Leptodactylus laticeps es una especie de ránidos de la familia Leptodactylidae.
La rana coralina es uno de los pocos anfibios de la República Argentina  que puede resultar tóxico al tacto y provocar reacciones alérgicas de variada intensidad. En el caso de los anfibios, a diferencia de lo que sucede con los ofidios, el sistema venenoso es exclusivamente defensivo; está destinado a sus predadores y no a sus presas.

## Distribución geográfica
Se encuentra en Argentina, Bolivia y Paraguay. 